# Isla Raza
Isla Raza är en ö i Mexiko.   Den ligger i delstaten Baja California, i den nordvästra delen av landet, 1 700 km nordväst om huvudstaden Mexico City. Arean är 0,62 kvadratkilometer.
Terrängen på Isla Raza är platt. Öns högsta punkt är 19 meter över havet. Den sträcker sig 0,7 kilometer i nord-sydlig riktning, och 1,1 kilometer i öst-västlig riktning.